# Niccolò Acciaiuoli (bisbe)
Nicolò Acciaiuoli (Florència, 6 de juliol de 1630 - Roma, 23 de febrer de 1719) fou un noble romà de la família dels Acciaiuoli, dedicat a la vida eclesiàstica que va ostentar els següents càrrecs principals:
- Cardenal 1669
- Cardenal bisbe de la diòcesi suburbicària de Frascati el 1693, de Porto i Santa Rufina el 1700, d'Òstia i Velletri el 1715
- Legat pontifici a Ferrara 1670, confirmat el 1680 (ho fou fins al 1682)
- Degà del col·legi cardenalici 1715